# Kapsalon
A kapsalon (fonetikusan: ['kɑpsɑlɔn] kiejtéseⓘ) holland étel, amelynek alapja hasábburgonya, döner- vagy gíroszhús, az ezekre olvasztott réteg gouda sajt, valamint az ezek tetejére helyezett salátazöldség. Sokszor tálalják fokhagymaszósszal vagy az indonéz eredetű csípős samballal. A kapsalon magas kalóriatartalmú étel, adagonként 1800 kcal-t tartalmaz. A kapsalon szó hajvágószalont, fodrászatot jelent hollandul, amely az étel egyik megalkotójára utal. Az ételt 2003-ban készítették el először Nathaniël Gomes, zöld-foki származású rotterdami fodrász ötlete alapján, aki a közeli „El Aviva” gíroszossal működött együtt kedvenc összetevőinek egy étellé formálásában. A kapsalon azóta Hollandián túl Belgiumba is átterjedt. A Rotterdam Centraal vasútállomás 2014-es felújításakor a Kapsalon állomás becenevet kapta a helyiektől alumíniumtetejének alakjára utalva.

## Fordítás
- Ez a szócikk részben vagy egészben  a   kapsalon című angol Wikipédia-szócikk ezen változatának fordításán alapul.  Az eredeti cikk szerkesztőit annak laptörténete sorolja fel. Ez a jelzés csupán a megfogalmazás eredetét és a szerzői jogokat jelzi, nem szolgál a cikkben szereplő információk forrásmegjelöléseként.
- Ez a szócikk részben vagy egészben  a   kapsalon (gerecht) című holland Wikipédia-szócikk ezen változatának fordításán alapul.  Az eredeti cikk szerkesztőit annak laptörténete sorolja fel. Ez a jelzés csupán a megfogalmazás eredetét és a szerzői jogokat jelzi, nem szolgál a cikkben szereplő információk forrásmegjelöléseként.